# Yonghegong (metropolitana di Pechino)
Yonghegong (in cinese: 雍和宮站S, Yōnghégōng zhànP), indicata sulla segnaletica ufficiale anche con la dicitura inglese Yonghegong Lama Temple, è una stazione della linea 2 e della linea 5 della metropolitana di Pechino.
La stazione prende il nome dal vicino Tempio dei Lama (o Yonghegong), il cui ingresso è situato a circa 400 metri dalla stazione.

## Storia

### Linea 2
Nel 1965, il Comitato Centrale del Partito Comunista Cinese approvò il Rapporto sulla costruzione della metropolitana di Pechino, che definiva chiaramente il piano per realizzare le prime stazioni della metropolitana. Tra queste figurava anche la stazione di Yonghegong.
Il 15 gennaio 1971 aprì al pubblico la linea della prima fase della metropolitana di Pechino, nella tratta tra la stazione di Gongzhufen (oggi linea 1) e la stazione ferroviaria di Pechino Centrale (oggi parte della linea 2). In questa fase, la stazione di Yonghegong non faceva parte dei progetti precedenti, ma era inclusa nella cosiddetta seconda fase della metropolitana di Pechino. Nel marzo successivo, infatti, iniziarono i lavori di realizzazione della stazione di Yonghegong.
Il 20 settembre 1984 la stazione fu ufficialmente aperta al pubblico, entrando in funzione come stazione della linea della seconda fase (oggi linea 2). La linea operava lungo il secondo anello ferroviario nella sua sezione occidentale, settentrionale e orientale con un percorso a forma di "ferro di cavallo" e copriva il tratto tra le stazioni di Fuxingmen e Jianguomen, con un totale di 12 fermate e una lunghezza di 16,1 km.
Il 24 dicembre 1987, poiché il percorso ad anello della linea della seconda fase era ormai concluso, le due linee vennero riorganizzate e rinominate in linea 1 e linea circolare . La stazione di Yonghegong rientrò nella competenza della linea circolare.
Il 1° gennaio 2002 la "linea circolare della metropolitana di Pechino" viene ufficialmente ridenominata linea 2.

### Linea 5
Il 28 marzo 2004 sono stati avviati i lavori di realizzazione della linea 5 nell'area urbana di Pechino, attivando le talpe meccaniche tra le stazioni di Yonghegong e Hepingli Beijie. La stazione di Yonghegong è stata la più impegnativa di tutta la linea e ha richiesto 15 mesi prima di essere ultimata.
La stazione di Yonghegong, insieme al resto delle fermate sulla linea 5, è stata inaugurata e entrata in funzione il 7 ottobre 2007.

## Posizione
La stazione di Yonghegong si trova nel distretto di Dongcheng, nella zona nord-orientale del centro di Pechino. La stazione è stata costurita all’incrocio tra Andingmen East Street, Yonghegong Street e Hepingli West Street. La stazione della linea 2 è disposta in direzione est-ovest al di sotto di Andingmen Street, mentre quella della linea 5 è perpendicolare ad essa e disposta lungo Yonghegong Street.

## Struttura e impianti
La stazione di Yonghegong della linea 2 e della linea 5 è una stazione sotterranea e le banchine di entrambe le linee presentazione una configurazione a isola.
Yonghegong è l’unica stazione della linea 5 a presentare tre file di grandi colonne sulla banchina. La configurazione delle banchine della linea 5 è particolare, in quanto ai lati ci sono due banchine e al centro un’area sfalsata collegata da gradini. I responsabili dei lavori hanno spiegato che questa soluzione è stata adottata per proteggere i beni culturali sovrastanti, aggiungendo un livello sopra la banchina esistente in direzione nord. Tutte le colonne portanti della stazione sono dipinte di rosso intenso, mentre i parapetti sono realizzati in marmo bianco intagliato, decorati con motivi tradizionali cinesi come draghi e peonie.
La stazione presenta sei accessi, indicati con le lettere A, B, C, E, F e G.

## Servizi
La stazione dispone di:
- Accessibilità per portatori di handicap (solo ingresso C)
- Emettitrice automatica biglietti
- Scale mobili
- Servizi igienici
- Sportello automatico
- Stazione video sorvegliata
- Ufficio polizia

### Orari

#### Linea 2
Essendo una linea circolare, la linea 2 dispone di due percorsi concentrici che operano come segue:
- L'anello interno, da Jishuitan direzione Dongzhimen e Fuxingmen, con tratte ridotte che terminano a Xizhimen.
- L'anello esterno, da Xizhimen direzione Fuxingmen e Dongzhimen, con tratte ridotte che terminano a Jishuitan.

Per il servizio dell'anello interno, la prima corsa da Yonghegong parte alle 5:10 mentre l'ultimo treno che esegue il percorso completo è alle 22:25. Per le tratte ridotte, l'ultimo treno con destinazione finale Xizhimen è previsto alle 23:09.
Riguardo l'anello esterno, la prima corsa è alle 5:27 mentre l'ultimo treno che esegue il percorso completo è previsto alle 22:48. L'ultima corsa ridotta fino a Jishuitan parte da Yonghegong alle 23:33.

#### Linea 5
In direzione nord, verso il capolinea di Tiantongyuanbei, il primo treno da Yonghegong effettua servizio alle 5:43 e l'operatività si conclude alle 23:34. Verso il capolinea occidentale di Songjiazhuang, i treni sono attivi dalle 5:26 alle 23:14.

## Interscambi
- Fermata autobus